# Češka rukometna reprezentacija
Češka rukometna reprezentacija predstavlja državu Češku u športu rukometu.
Krovna organizacija:

## Poznati igrači i treneri
- Filip Jícha

## Sudjelovanja na velikim natjecanjima

### Sudjelovanja naOI
- 1936.:
- 1972.:
- 1976.:
- 1980.:
- 1984.:
- 1988.:
- 1992.:
- 1996.:
- 2000.:
- 2004.:
- 2008.:
- 2012.:

### Sudjelovanja naEP
Zaključno s 2008., sudjelovali su 5 puta.
- 1994.:
- 1996.: 6.
- 1998.:
- 2000.:
- 2002.:
- 2004.:
- 2006.:
- 2008.: 4. u skupini 1. kruga
- 2010.:

### Sudjelovanja naSP
Zaključno s 2007., sudjelovali su 4 puta.
- 1938.: -
- 1954.: -
- 1958.: -
- 1961.: -
- 1964.: -
- 1967.: -
- 1970.: -
- 1974.: -
- 1978.: -
- 1982.: -
- 1986.: -
- 1990.: -
- 1993.: -
- 1995.: 8.
- 1997.: -
- 1999.: -
- 2001.: -
- 2003.: -
- 2005.: -
- 2007.: sudjelovali, izbacili Švedsku u kvalifikacijama za SP
- 2009.: